# Jugsālai
Jugsālai är en del av en befolkad plats i Indien.   Den ligger i distriktet Purba Singhbhum och delstaten Jharkhand, i den östra delen av landet, 1 100 km sydost om huvudstaden New Delhi. Jugsālai ligger 157 meter över havet och antalet invånare är 49 410.
Terrängen runt Jugsālai är huvudsakligen platt, men söderut är den kuperad. Runt Jugsālai är det mycket tätbefolkat, med 3 134 invånare per kvadratkilometer. Närmaste större samhälle är Jamshedpur, 2,9 km norr om Jugsālai. Runt Jugsālai är det i huvudsak tätbebyggt.